# Ubi-Suite
Die ubi-Suite war eine Software-Lösung zur Verwaltung von Mobiltelefonen oder kompakten tragbaren Computern wie PDAs, mit der Unternehmen eine größere Anzahl solcher Geräte über das Mobilfunknetz einrichten und verwalten können (Mobile-Device-Management). Die Software zählte laut Berlecon Research und Fraunhofer ESK zu den wichtigsten Device-Management-Lösungen am Markt. Entwickelt und vertrieben wurde die Software durch den Softwarehersteller ubitexx mit Sitz in München. Das Unternehmen wurde 2008 mit dem Deutschen Internetpreis ausgezeichnet.
Am 2. Mai 2011 wurde der Hersteller ubitexx vom kanadischen Unternehmen Research In Motion übernommen. Mit dem Produkt ubi-Suite begründete Research In Motion im Juni 2011 die Neu-Entwicklung seiner "Multi-Platform BlackBerry Enterprise Solution for Smartphones and Tablets".

## Funktionsweise
Bei ubi-Suite handelt es sich um eine sogenannte Software-Suite, also ein Paket aus mehreren Software-Modulen. Die Lösung besteht aus einer Client-Software, die auf den verwalteten Mobilgeräten des Unternehmens installiert ist und einer zentralen Verwaltungssoftware, mit der ein Administrator des Unternehmens alle diese Geräte über Mobilfunknetze verwalten und kontrollieren kann.
Die Lösung unterstützt die typische Arbeit von IT-Mitarbeitern in mittleren und großen Unternehmen bei der Verwaltung und Inventarisierung von eingesetzten Unternehmens-Mobiltelefonen und deren Software, der Softwareverteilung, dem Support im Störungsfall (wenn das Gerät nicht oder nicht korrekt funktioniert) und dem Blockieren von unsicheren Funktionen des Geräts (wie etwas Kameras, die auf Unternehmensgelände nicht zulässig sind oder WLAN- und Bluetooth-Verbindungsmöglichkeiten, über die Angriffe auf ein Unternehmensnetzwerk durch eingeschleppte Malware möglich sind).
Da sich die betreffenden Geräte typischerweise nicht lokal im Unternehmen befinden, sondern mit deren Mitarbeitern im Außeneinsatz sind (z. B. Außendienst, Vertrieb etc.), ist es ohne Mobile-Device-Management-Lösung sehr zeitaufwändig, die Geräte bei Bedarf in die Supportabteilung zu bringen und dort einzeln warten zu lassen.
In der Version 3.6 unterstützt das Produkt mobile Geräte auf Basis von Windows Mobile, iPhone OS, Symbian OS, Android und Blackberry-Geräte.

## Verbreitung
Bei der Lösung handelt es sich um ein typisches B2B-Produkt, also ein Produkt für Unternehmen, nicht für private Endkunden. Die Lösung wird von 175 Behörden und Unternehmen aus allen Branchen eingesetzt. Darunter mittelständische und auch große Unternehmen. Es sind ca. 25.000 Lizenzen (auf damit verwalteten Unternehmens-Mobilgeräten) im Einsatz. Ab 2009 wird die Lösung auch in den USA und anderen europäischen Ländern verstärkt vermarktet (laut Herstellerangaben, Stand 11/2008).

## Vorteile
- Reduzierung des Aufwands für die Verwaltung und Inventarisierung großer Stückzahlen an eingesetzten Mobiltelefonen im Unternehmen.
- Steigerung der Zuverlässigkeit und Verfügbarkeit der verwalteten Geräte im Vergleich zu einer herkömmlichen manuellen IT-Betreuung.
- Die in Unternehmen typischen Betriebsvereinbarungen und Regelungen zur Nutzung von unternehmenseigenen Geräten können mittels Konfiguration der Geräte "erzwungen" werden. Es wird nicht nur darauf vertraut, dass sich die Mitarbeiter/Benutzer "diszipliniert" an diese Regelungen halten. Z.B. das Verbot, aus dem Internet Programme herunterzuladen und zu installieren. Für PCs und Laptops werden diese Restriktionen schon als selbstverständlich durchgesetzt.
- Die Einstellungen können vom Benutzer nicht "umgangen" oder außer Kraft gesetzt werden.

## Nachteile
- Für kleinere Unternehmen mit wenigen Mobilgeräten bietet eine solche Lösung nicht den Kostenvorteil (ROI) wie für mittlere oder große Unternehmen mit über Hundert oder gar mehreren Tausend eingesetzten Mobilgeräten.
- Mitarbeiter/Benutzer empfinden die erzwungene restriktive Durchsetzung von Unternehmens-Regeln und Sicherheitsvorschriften zur Einschränkung der Funktionalität der Geräte unter Umständen als negativ.